# Tom et Jerry au pays de Charlie et la chocolaterie
Pour les articles homonymes, voir Tom et Jerry (homonymie).
Pour plus de détails, voir Fiche technique et Distribution.
Tom et Jerry au pays de Charlie et la chocolaterie (Tom and Jerry: Willy Wonka and the Chocolate Factory) est un long métrage d'animation américain de Spike Brandt, sorti en 2017. Il s'agit d'un remake animé du film Charlie et la Chocolaterie de 1971, lui-même est adapté du roman de l'auteur norvégo-gallois Roald Dahl, avec comme vedette Tom et Jerry. 

## Synopsis
Tom et Jerry accompagnent Charlie dans la fabuleuse chocolaterie. Les trois compères veulent aider Willy Wonka, dont l'une des sucreries risque d'être dérobée…

## Fiche technique
- Titre original : Tom and Jerry in Willy Wonka and the Chocolate Factory
- Titre français : Tom et Jerry au pays de Charlie et la chocolaterie
- Réalisation : Spike Brandt
- Scénario : Gene Grillo d'après les personnages créés par Roald Dahl
- Montage : Dave Coulter et Pilip Malamuth
- Musique : Michael Tavera
- Production : Spike Brandt, Tony Cervone, Monica Mitchell et Kimberly S. Moreau
- Coproduction : Alan Burnett
- Production exécutive : Sam Register
- Société de production : Warner Bros. Animation, Turner Entertainment
- Société de distribution : Warner Home Video
- Pays d’origine : États-Unis
- Langue originale : anglais
- Genre : dessin animé
- Durée : 80 minutes
- Dates de sortie : 11 juillet 2017 (États-Unis)

## Distribution

### Voix originales
- JP Karliak : Willy Wonka
- Jess Harnell : Grand-Père Joe
- Lincoln Melcher : Charlie Bucket
- Mick Wingert : Monsieur Slugworth
- Lori Alan : Madame Teevee
- Jeff Bergman : Droopy
- Spike Brandt : Spike
- Rachel Butera : Augustus Gloop / Winkelmann
- Kate Higgins : Madame Bucket
- Dallas Lovato : Violette Beauregard
- Emily O'Brien : Veruca Salt
- Sean Schemmel : Monsieur Salt / Monsieur Turkentinet
- Kath Soucie : Tuffy
- Audrey Wasilewski : Madame Gloop
- Lauren Weisman : Mike Teevee

### Voix françaises
- Élodie Menant : Charlie Bucket
- Emmanuel Curtil : Willy Wonka
- Patrick Préjean : Joe, le grand-père de Charlie
- Michel Vigné : Spike
- Léopoldine Serre : Veruca Salt
- Denis Boileau : M. Salt
- Pierre-François Pistorio : Mr. Slugworth
- Caroline Combes : Tuffy
- Gérard Surugue : Le journaliste qui interviewe Mike Teavee et Droopy
- Arnaud Denissel : Bill et M. Turkentine
- Bénédicte Bosc : la mère
- Catherine Desplaces : Mike
- Marie Nonnenmacher : Winckleman
- Bruno Magne : Sam Beauregard et le journaliste allemand
- Lisa Caruso : Violet
- Sabeline Amaury : Madame Teavee
- Fanny Bloc : Augustus Gloop
- Christophe Seugnet : le reporter à lunettes
- Véronique Alycia : Madame Gloop, la mère d’Augustus
- Emmanuel Rausenberger : voix additionnelles
- Jean-François Vlérick : voix additionnelles